# Martin Vandas
Martin Vandas (* 1971) je český filmový producent.

## Tvorba
Absolvent Katedry filmové produkce na FAMU a FF UK oboru Filmová věda, zakládající člen Asociace animovaného filmu ASAF, expert Fondu kinematografie ČR a pedagog Katedry animace na FAMU.
Producent celovečerních animovaných i hraných filmů v produkční společnosti MAUR film, která stojí např. za úspěšnou trilogií Fimfárum Jana Wericha (2002), Fimfárum 2 (2007) a Fimfárum – Do třetice všeho dobrého (2011). V roce 2006 šel do kin celovečerní animovaný film Jana Baleje Jedné noci v jednom městě, který sehrál a sbíral ceny na festivalech po celém světě. S Ancou Damian koprodukoval Martin Vandas celovečerní hraný film Velmi neklidné léto (2013) a stojí také za dokumentem Návrat Agnieszky H. (2013).
Krátkometrážní animovaný film Strom (2014) Lucie Sunkové získal několik mezinárodních ocenění a Superbia (2016) Lucy Tóth byla nominována v soutěži Cannes. S Ondřejem Švadlenou koprodukoval experimentální CGI animovaný autorský film z vzdálené budoucnosti Země, Time Rodent (2016), krátkometrážní animovaný film oceňovaného rumunského režiséra Paula Muresana, Ceva (2017), krátkometrážní animovaný film Filipa Blažka, Prázdniny (2018) nebo koprodukční krátkometrážní film, vycházející z úspěšného seriálu Mimi&Liza - záhada vánočního světla (2018) režisérky Ivy Šebestové.
Aktuálně pracuje na celovečerním animovaném filmu Florence Miaillhe, Přes hranici, Jedenáctce na motivy knihy E. Basse, celovečerním kresleném filmu pro děti Fany byla při tom Ralfa Kukuly a Matthiase Bruhna, filmu O sirotcích Davida Súkupa, krátkometrážním animovaném filmu režisérky a animátorky Markéty Smolíkové Kubátové, Život je všude a filmu Rosentaal – prvním celovečerním rotoskopickém filmu Miroslava Krobota a výtvarníka Václava Švankmajera.

## Filmografie

### Krátké animované filmy
- 2018 - Kdesi
- 2018 - Mimi & Líza: Záhada vánočního světla
- 2018 - Prázdniny
- 2016 - Jezdec času
- 2016 - Superbia
- 2014 - Strom
- 2013 - Nová dobrotivost

### Celovečerní filmy
- 2015 - Putování Toma Palečka
- 2013 - Velmi neklidné léto
- 2013 - Návrat Agnieszky H.
- 2011 - Fimfárum – Do třetice všeho dobrého
- 2007 - Jedné noci v jednom městě
- 2006 - Fimfárum 2
- 2002 - Fimfárum Jana Wericha